# شيريل وول
شيريل وول (بالإنجليزية: Cheryl Wall)‏ هي صحفية أمريكية، ولدت في 29 أكتوبر 1948.